# Esporte Clube Americano
O Esporte Clube Americano foi um clube brasileiro de futebol da cidade de São Paulo. Fundado em 1927, utilizava camisas, calções e meias brancas. Era mais conhecido por Auto-Audax. Atualmente se encontra extinto.

## História
O Audax era um tradicional time da várzea paulistana na década de 1920 e o Auto era o antigo Braz que, por sua vez, foi o Minas Gerais; o Auto usava as cores e o distintivo do Minas Gerais. Como ambas equipes passavam por dificuldades, optaram pela fusão, fazendo surgir o Sport Club Americano, que usava o mesmo uniforme e distintivo do Clube Athletico Audax. Por algum motivo desconhecido, a imprensa da época optou por chamar o Americano pelo nome combinado daquelas duas que a originou, Auto-Audax.